# 972
972 (CMLXXII) je bilo prestopno leto, ki se je po julijanskem koledarju začelo na ponedeljek.

## Dogodki
- Bolgarija je ponovno priključena Vzhodnorimskemu cesarstvu.

## Rojstva
- Al-Mawardi, islamski pravnik na abasidskem dvoru († 1058)
- papež Gregor V. († 999)
- Rajmond Borell, barcelonski grof († 1017)
- Robert II., francoski kralj († 1031)